# Landtagswahl in Liechtenstein 1949
Die Landtagswahl in Liechtenstein 1949 fand am 6. Februar 1949 statt und war die reguläre Wahl der Legislative des Fürstentums Liechtenstein. Hierbei wurden alle 15 Abgeordneten des Landtags des Fürstentums Liechtenstein in den beiden Wahlkreisen Ober- und Unterland vom Landesvolk gewählt.
- FBP: 8
- VU: 7

## Wahlergebnis
| Partei                              | Stimmen  | Stimmen   | Stimmen   | Stimmen       | Sitze    | Sitze     | Sitze     |
| ----------------------------------- | -------- | --------- | --------- | ------------- | -------- | --------- | --------- |
| Partei                              | Oberland | Unterland | insgesamt | Stimmenanteil | Oberland | Unterland | insgesamt |
| Fortschrittliche Bürgerpartei (FBP) | 935      | 620       | 1555      | 52,9 %        | 4        | 4         | 8         |
| Vaterländische Union (VU)           | 1018     | 365       | 1383      | 47,1 %        | 5        | 2         | 7         |